# Asinsaari (ö i Kymmenedalen)
Asinsaari är en ö i Finland. Den ligger i Finska viken och i kommunerna Fredrikshamn och Kotka i landskapet Kymmenedalen, i den södra delen av landet. Ön ligger nära Kotka och omkring 120 kilometer öster om Helsingfors.
Öns area är 5 hektar och dess största längd är 450 meter i sydöst-nordvästlig riktning.